# Larmor-Baden
Larmor-Baden är en kommun i departementet Morbihan i regionen Bretagne i nordvästra Frankrike. Kommunen ligger i kantonen Vannes-Ouest som tillhör arrondissementet Vannes. År 2022 hade Larmor-Baden 891 invånare.

## Befolkningsutveckling
Antalet invånare i kommunen Larmor-Baden
| Referens: INSEE |